# Vůz WRmz RJ
Vozy WRmz 61 81 88-90 200 ... 215 jsou řadami jídelních vozů vyrobených původně pro Rakouské spolkové dráhy (ÖBB) v letech 1988–1989. V letech 2005-2010 byly u ÖBB modernizovány, společnost RegioJet postupně odkoupila 7 vozů.

## Technické informace
Jedná se o jídelní vozy o délce 26 400 mm určené pro mezinárodní spoje. Podvozky typu MD 522 pro max. rychlost 200 km/h. Osm vozů (s čísly 208 až 215) bylo vybaveno tlakotěsnými přechodovými návalky SIG, u Regiojetu však nejsou použity.

## Provoz u RegioJetu
První dva vozy byly zakoupeny už v první skupině vozů před zahájením provozu, dalších 5 poté na přelomu let 2013/2014. První dva vozy prošly v opravou ve firmě TS Opole v Polsku a do provozu byly zařazeny počátkem roku 2014. Vozy jsou stále registrovány v Rakousku, pouze vlastnická zkratka byla změněna na A-RJ. Vozy jsou zařazeny do třídy standard jako vůz internet café s místy k sezení v nízkých křesílcích (podobně jako v ASmz. Není v nich poskytován gastronomický servis obvyklý v jídelních vozech, pouze občerstvení běžné ve vlacích Regiojet.

## Fotografie

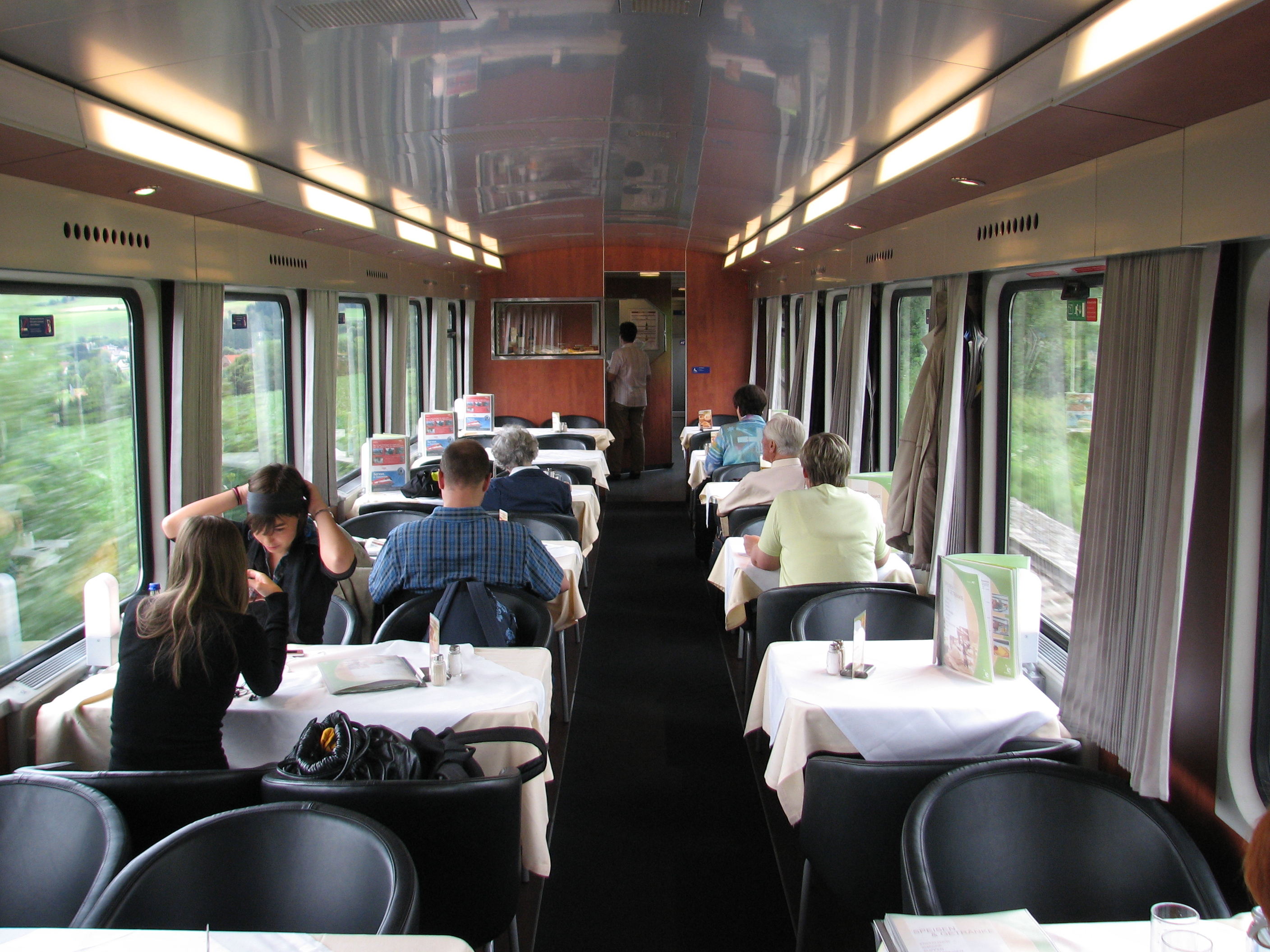
Interiér vozu v provozu u ÖBB